# 1. Fußball-Club Nürnberg Verein für Leibesübungen 1995-1996
Questa voce raccoglie le informazioni riguardanti il 1. Fußball-Club Nürnberg Verein für Leibesübungen nelle competizioni ufficiali della stagione 1995-1996.

## Stagione
Nella stagione 1995-1996 il Norimberga, allenato da Hermann Gerland e Willi Entenmann, concluse il campionato di 2. Bundesliga al 17º posto e fu retrocesso in Regionalliga. In Coppa di Germania il Norimberga fu eliminato ai quarti di finale dal Fortuna Düsseldorf.

## Rosa
| N. |                     | Ruolo | Calciatore            |
| -- | ------------------- | ----- | --------------------- |
| 1  | Serbia (bandiera)   | P     | Goran Ćurko           |
| 3  | Germania (bandiera) | D     | Thomas Brunner        |
| 5  | Germania (bandiera) | C     | Peter Knäbel          |
| 6  | Germania (bandiera) | D     | Frank Baumann         |
| 7  | Germania (bandiera) | C     | Michael Wiesinger     |
| 9  | Germania (bandiera) | A     | Markus Kurth          |
| 10 | Germania (bandiera) | C     | Marc Oechler          |
| 24 | Germania (bandiera) | C     | Armin Störzenhofecker |
|    | Germania (bandiera) | P     | Harald Ebertz         |
|    | Turchia (bandiera)  | D     | Kemal Halat           |
|    | Croazia (bandiera)  | D     | Robert Kovač          |
|    | Ghana (bandiera)    | D     | Samuel Kuffour        |

| N. |                        | Ruolo | Calciatore           |
| -- | ---------------------- | ----- | -------------------- |
|    | Germania (bandiera)    | D     | Ronny Nikol          |
|    | Germania (bandiera)    | D     | Rainer Zietsch       |
|    | Germania (bandiera)    | C     | Alexander Contala    |
|    | Croazia (bandiera)     | C     | Ante Čović           |
|    | Germania (bandiera)    | C     | Christian Möckel     |
|    | Grecia (bandiera)      | C     | Theodor Parastatidis |
|    | Germania (bandiera)    | C     | Martin Przondziono   |
|    | Germania (bandiera)    | C     | Oliver Straube       |
|    | Germania (bandiera)    | A     | Peter Jenkner        |
|    | Germania (bandiera)    | A     | Markus Lützler       |
|    | Stati Uniti (bandiera) | A     | Joe-Max Moore        |

## Organigramma societario
Area tecnica
- Allenatore: Willi Entenmann
- Allenatore in seconda:
- Preparatore dei portieri:
- Preparatori atletici:

## Calciomercato

### Sessione estiva
| Acquisti | Acquisti              | Acquisti          | Acquisti |
| R.       | Nome                  | da                | Modalità |
| -------- | --------------------- | ----------------- | -------- |
| D        | Samuel Kuffour        | Bayern Monaco     |          |
| A        | Markus Kurth          | Bayer Leverkusen  |          |
| C        | Ante Čović            | Stoccarda         |          |
| P        | Goran Ćurko           | Herzlake          |          |
| C        | Peter Knäbel          | San Gallo         |          |
| D        | Robert Kovač          | Hertha Zehlendorf |          |
| C        | Christian Möckel      | Bayern Hof        |          |
| A        | Joe-Max Moore         | Saarbrücken       |          |
| D        | Ronny Nikol           | BFC Dynamo        |          |
| D        | Dieter Probst         | Greuther Fürth    |          |
| C        | Armin Störzenhofecker | Monaco 1860       |          |

| Cessioni | Cessioni             | Cessioni                | Cessioni |
| R.       | Nome                 | a                       | Modalità |
| -------- | -------------------- | ----------------------- | -------- |
| C        | Jörg Böhme           | Eintracht Francoforte   |          |
| D        | Markus Brand         | TSV Vestenbergsgreuth   |          |
| D        | Lutz Braun           | Dinamo Dresda           |          |
| P        | Perry Bräutigam      | Hansa Rostock           |          |
| C        | Sergio Bustos        | Racing Club             |          |
| D        | Thomas Eichin        | Borussia M'gladbach     |          |
| C        | André Golke          | Lubecca                 |          |
| A        | Arnar Gunnlaugsson   | ÍA Akraness             |          |
| A        | Bjarki Gunnlaugsson  | ÍA Akraness             |          |
| C        | Reinhold Hintermaier | Norimberga II           |          |
| C        | Jürgen Kramny        | Saarbrücken             |          |
| D        | Luboš Kubík          | Atlantic Lázně Bohdaneč |          |
| C        | Tobias Maus          | Norimberga II           |          |

### Sessione invernale
| Acquisti | Acquisti       | Acquisti    | Acquisti |
| R.       | Nome           | da          | Modalità |
| -------- | -------------- | ----------- | -------- |
| A        | Markus Lützler | Saarbrücken |          |

| Cessioni | Cessioni      | Cessioni       | Cessioni |
| R.       | Nome          | a              | Modalità |
| -------- | ------------- | -------------- | -------- |
| D        | Dieter Probst | Greuther Fürth |          |

## Risultati

### 2. Bundesliga

#### Girone di andata
| Arbitro: | Fröhlich |

|            |           |                         |
| Preetz 44’ | Marcatori | 22’ Čović 38’ Wiesinger |

| Norimberga 9 agosto 1995, ore 20:00 CEST 2ª giornata | Norimberga | 0 – 0 referto | Wolfsburg | Frankenstadion (29 000 spett.)\| Arbitro: \| Fischer \| |
| Arbitro:                                             | Fischer    |               |           |                                                         |

| Unterhaching 13 agosto 1995, ore 15:00 CEST 3ª giornata | Unterhaching | 0 – 0 referto | Norimberga | Stadion am Sportpark (8 000 spett.)\| Arbitro: \| Friedrichs \| |
| Arbitro:                                                | Friedrichs   |               |            |                                                                 |

| Arbitro: | Prengel |

|  |           |                              |
|  | Marcatori | 15’ Schneider 70’ Zimmermann |

| Arbitro: | Gettke |

|           |           |           |
| Fuchs 71’ | Marcatori | 69’ Moore |

| Arbitro: | Malbranc |

|  |           |                                |
|  | Marcatori | 60’ Studtrucker 66’ von Heesen |

| Arbitro: | Domurat |

|  |           |                                 |
|  | Marcatori | 74’ Störzenhofecker 78’ Baumann |

| Norimberga 15 settembre 1995, ore 20:00 CEST 8ª giornata | Norimberga | 0 – 0 referto | Duisburg | Frankenstadion (22 200 spett.)\| Arbitro: \| Fandel \| |
| Arbitro:                                                 | Fandel     |               |          |                                                        |

| Arbitro: | Hauer |

|                                                   |           |  |
| Peschel 9’ Bałuszyński 25’ Michalke 33’ Közle 35’ | Marcatori |  |

| Arbitro: | Koop |

|  |           |                     |
|  | Marcatori | 6’ Menze 78’ Sippel |

| Lubecca 15 ottobre 1995, ore 15:00 CET 11ª giornata | Lubecca | 0 – 0 referto | Norimberga | Stadion an der Lohmühle (11 000 spett.)\| Arbitro: \| Schmidt \| |
| Arbitro:                                            | Schmidt |               |            |                                                                  |

| Arbitro: | Hotop |

|           |           |  |
| Moore 54’ | Marcatori |  |

| Arbitro: | Prengel |

|             |           |  |
| Kirsten 68’ | Marcatori |  |

| Arbitro: | Haupt |

|                         |           |            |
| Moore 10’ Wiesinger 61’ | Marcatori | 62’ Conteh |

| Arbitro: | Kemmling |

|             |           |  |
| Straube 79’ | Marcatori |  |

| Arbitro: | Hilmes |

|             |           |                                       |
| Gerlach 77’ | Marcatori | 9’, 20’ Straube 52’ Baumann 86’ Nikol |

| Arbitro: | Gettke |

|           |           |             |
| Moore 60’ | Marcatori | 89’ Akonnor |

#### Girone di ritorno
| Arbitro: | Dehmelt |

|                                     |           |  |
| Kurth 15’ Moore 24’ Przondziono 78’ | Marcatori |  |

| Arbitro: | Wezel |

|              |           |          |
| Ballwanz 63’ | Marcatori | 2’ Moore |

| Arbitro: | Domurat |

|                      |           |                           |
| Moore 39’ Knäbel 60’ | Marcatori | 16’ Grassow 29’ Schmöller |

| Arbitro: | Rüdiger |

|               |           |  |
| Hutwelker 79’ | Marcatori |  |

| Arbitro: | Blumenstein |

|             |           |             |
| Baumann 71’ | Marcatori | 29’ Meißner |

| Arbitro: | Weiner |

|                    |           |                      |
| Walter 18’ Eck 55’ | Marcatori | 14’ Kurth 65’ Knäbel |

| Arbitro: | Kasper |

|           |           |                            |
| Kovač 66’ | Marcatori | 32’ Neustädter 87’ Demandt |

| Arbitro: | Keßler |

|           |           |             |
| Marin 80’ | Marcatori | 17’ Baumann |

| Arbitro: | Wagner |

|  |           |                |
|  | Marcatori | 85’ Guðjónsson |

| Arbitro: | Leimert |

|                  |           |                      |
| Kovacec 34’, 74’ | Marcatori | 3’ Moore 87’ Baumann |

| Arbitro: | Casper |

|  |           |                   |
|  | Marcatori | 81’ van der Steen |

| Arbitro: | Fandel |

|                       |           |           |
| Bärwolf 45’ Kujat 82’ | Marcatori | 88’ Kurth |

| Arbitro: | Hilmes |

|                           |           |            |
| Kuffour 52’ Wiesinger 71’ | Marcatori | 7’ Günther |

| Arbitro: | Werthmann |

|                     |           |  |
| Kluge 40’ Myyry 90’ | Marcatori |  |

| Arbitro: | Kemmling |

|  |           |                  |
|  | Marcatori | 72’ (aut.) Meyer |

| Arbitro: | Byernetzky |

|                |           |                                                        |
| Kurth 67’, 77’ | Marcatori | 4’ Hofmann 39’ Eckstein 80’ Kobylański 90’ Karagiannis |

| Arbitro: | Haupt |

|              |           |  |
| Lipinski 14’ | Marcatori |  |

### Coppa di Germania
| Arbitro: | Frey |

|                      |           |              |
| Čović 66’ Knäbel 78’ | Marcatori | 41’ Baumgart |

| Arbitro: | Müller |

|                             |           |           |
| Moore 24’ (rig.) Möckel 82’ | Marcatori | 61’ Bujan |

| Arbitro: | Krug |

|                                 |           |                           |
| Moore 49’ Kurth 58’ Straube 89’ | Marcatori | 8’ Besčastnych 19’ Basler |

| Arbitro: | Kasper |

|          |           |  |
| Mill 56’ | Marcatori |  |

## Statistiche

### Statistiche di squadra
| Competizione      | Punti | In casa | In casa | In casa | In casa | In casa | In casa | In trasferta | In trasferta | In trasferta | In trasferta | In trasferta | In trasferta | Totale | Totale | Totale | Totale | Totale | Totale | DR |
| Competizione      | Punti | G       | V       | N       | P       | Gf      | Gs      | G            | V            | N            | P            | Gf           | Gs           | G      | V      | N      | P      | Gf     | Gs     | DR |
| ----------------- | ----- | ------- | ------- | ------- | ------- | ------- | ------- | ------------ | ------------ | ------------ | ------------ | ------------ | ------------ | ------ | ------ | ------ | ------ | ------ | ------ | -- |
| 2. Bundesliga     | 39    | 17      | 5       | 5       | 7       | 16      | 20      | 17           | 4            | 7            | 6            | 17           | 20           | 34     | 9      | 12     | 13     | 33     | 40     | -7 |
| Coppa di Germania | -     | 3       | 3       | 0       | 0       | 7       | 4       | 1            | 0            | 0            | 1            | 0            | 1            | 4      | 3      | 0      | 1      | 7      | 5      | +2 |
| Totale            | 39    | 20      | 8       | 5       | 7       | 23      | 24      | 18           | 4            | 7            | 7            | 17           | 21           | 38     | 12     | 12     | 14     | 40     | 45     | -5 |

### Andamento in campionato
| Giornata  | 1  | 2  | 3  | 4  | 5  | 6  | 7  | 8  | 9  | 10 | 11 | 12 | 13 | 14 | 15 | 16 | 17 | 18 | 19 | 20 | 21 | 22 | 23 | 24 | 25 | 26 | 27 | 28 | 29 | 30 | 31 | 32 | 33 | 34 |
| --------- | -- | -- | -- | -- | -- | -- | -- | -- | -- | -- | -- | -- | -- | -- | -- | -- | -- | -- | -- | -- | -- | -- | -- | -- | -- | -- | -- | -- | -- | -- | -- | -- | -- | -- |
| Luogo     | T  | C  | T  | C  | T  | C  | T  | C  | T  | C  | T  | C  | T  | C  | C  | T  | C  | C  | T  | C  | T  | C  | T  | C  | T  | C  | T  | C  | T  | C  | T  | T  | C  | T  |
| Risultato | V  | N  | N  | P  | N  | P  | V  | N  | P  | P  | N  | V  | P  | V  | V  | V  | N  | V  | N  | N  | P  | N  | N  | P  | N  | P  | N  | P  | P  | V  | P  | V  | P  | P  |
| Posizione | 18 | 18 | 18 | 18 | 17 | 18 | 16 | 16 | 16 | 17 | 17 | 16 | 17 | 15 | 14 | 12 | 12 | 11 | 11 | 10 | 12 | 12 | 14 | 15 | 15 | 16 | 16 | 17 | 17 | 17 | 17 | 17 | 17 | 17 |

Legenda:

Luogo: C = Casa; T = Trasferta. Risultato: V = Vittoria; N = Pareggio; P = Sconfitta.

### Statistiche dei giocatori
| Giocatore          | 2. Bundesliga | 2. Bundesliga | 2. Bundesliga | 2. Bundesliga | Coppa di Germania | Coppa di Germania | Coppa di Germania | Coppa di Germania | Totale   | Totale | Totale      | Totale     |
| Giocatore          | Presenze      | Reti          | Ammonizioni   | Espulsioni    | Presenze          | Reti              | Ammonizioni       | Espulsioni        | Presenze | Reti   | Ammonizioni | Espulsioni |
| ------------------ | ------------- | ------------- | ------------- | ------------- | ----------------- | ----------------- | ----------------- | ----------------- | -------- | ------ | ----------- | ---------- |
| F. Baumann         | 31            | 5             | 4             | 0             | 3                 | 0                 | 2                 | 0                 | 34       | 5      | 6           | 0          |
| T. Brunner         | 22            | 0             | 7             | 0             | 2                 | 0                 | 0                 | 0                 | 24       | 0      | 7           | 0          |
| A. Contala         | 4             | 0             | 0             | 0             | 0                 | 0                 | 0                 | 0                 | 4        | 0      | 0           | 0          |
| H. Ebertz          | 1             | 0             | 0             | 0             | 0                 | 0                 | 0                 | 0                 | 1        | 0      | 0           | 0          |
| K. Halat           | 3             | 0             | 0             | 0             | 0                 | 0                 | 0                 | 0                 | 3        | 0      | 0           | 0          |
| P. Jenkner         | 7             | 0             | 0             | 0             | 0                 | 0                 | 0                 | 0                 | 7        | 0      | 0           | 0          |
| P. Knäbel          | 28            | 2             | 6             | 1             | 3                 | 1                 | 0                 | 0                 | 31       | 3      | 6           | 1          |
| R. Kovač           | 33            | 1             | 3             | 0             | 4                 | 0                 | 0                 | 0                 | 37       | 1      | 3           | 0          |
| S. Kuffour         | 12            | 1             | 1             | 1             | 0                 | 0                 | 0                 | 0                 | 12       | 1      | 1           | 1          |
| M. Kurth           | 33            | 5             | 4             | 0             | 4                 | 1                 | 0                 | 0                 | 37       | 6      | 4           | 0          |
| M. Lützler         | 2             | 0             | 1             | 0             | 0                 | 0                 | 0                 | 0                 | 2        | 0      | 1           | 0          |
| J. Moore           | 27            | 8             | 6             | 0             | 3                 | 2                 | 1                 | 0                 | 30       | 10     | 7           | 0          |
| C. Möckel          | 16            | 0             | 0             | 0             | 3                 | 1                 | 1                 | 0                 | 19       | 1      | 1           | 0          |
| R. Nikol           | 9             | 1             | 0             | 0             | 0                 | 0                 | 0                 | 0                 | 9        | 1      | 0           | 0          |
| M. Oechler         | 30            | 0             | 3             | 0             | 2                 | 0                 | 0                 | 0                 | 32       | 0      | 3           | 0          |
| T. Parastatidis    | 4             | 0             | 0             | 0             | 0                 | 0                 | 0                 | 0                 | 4        | 0      | 0           | 0          |
| D. Probst          | 11            | 0             | 0             | 0             | 4                 | 0                 | 0                 | 0                 | 15       | 0      | 0           | 0          |
| M. Przondziono     | 13            | 1             | 0             | 0             | 2                 | 0                 | 0                 | 0                 | 15       | 1      | 0           | 0          |
| O. Straube         | 30            | 3             | 7             | 1             | 4                 | 1                 | 2                 | 0                 | 34       | 4      | 9           | 1          |
| A. Störzenhofecker | 30            | 1             | 7             | 0             | 4                 | 0                 | 0                 | 0                 | 34       | 1      | 7           | 0          |
| M. Wiesinger       | 33            | 3             | 8             | 0             | 4                 | 0                 | 0                 | 0                 | 37       | 3      | 8           | 0          |
| R. Zietsch         | 26            | 0             | 4             | 1             | 4                 | 0                 | 0                 | 0                 | 30       | 0      | 4           | 1          |
| G. Ćurko           | 34            | 0             | 1             | 0             | 4                 | 0                 | 0                 | 0                 | 38       | 0      | 1           | 0          |
| A. Čović           | 24            | 1             | 4             | 1             | 2                 | 1                 | 0                 | 0                 | 26       | 2      | 4           | 1          |